# Selimnus
Selimnus is een geslacht van vliesvleugeligen uit de familie Pteromalidae. De wetenschappelijke naam van dit geslacht is voor het eerst geldig gepubliceerd in 1842 door Walker.

## Soorten
Het geslacht Selimnus is monotypisch en omvat slechts de volgende soort:
- Selimnus diores Walker, 1842